# Côme Ledogar

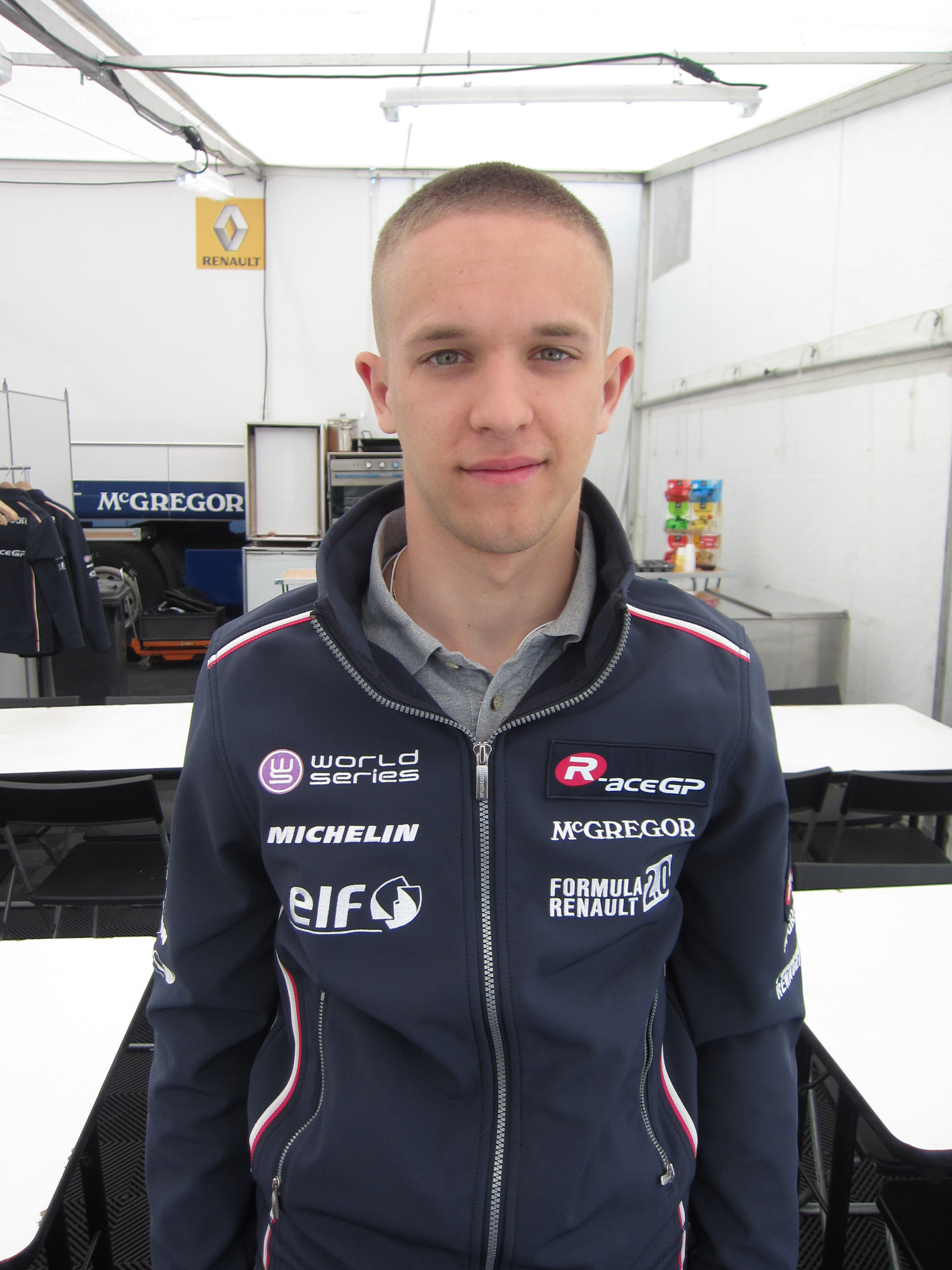
Côme Ledogar 2011

Côme Ledogar (* 23. Mai 1991 in Annecy) ist ein französischer Autorennfahrer. 

## Karriere als Rennfahrer
Côme Ledogar gelang der erste Erfolg als Rennfahrer bereits als Teenager. Hinter Arthur Pic wurde er 2008 Zweiter in der Formul'Academy Euro Series, der Vorgängerserie der Französischen Formel-4-Meisterschaft. Es folgten Einsätze in der Formel BMW und im Formel Renault Eurocup. Seine beste Saisonplatzierung in einer dieser Monopostoserien war der sechste Endrang in der Formel-BMW-Europa-Saison 2010 (Meister Robin Frijns, Vierter Carlos Sainz junior).
Der Wechsel in den GT- und Sportwagensport brachte 2014 den Meisterschaftserfolg im Porsche Carrera Cup Frankreich und 2016 in der Blancpain Endurance Series. Im selben Jahr gewann er auch den italienischen Porsche Carrera Cup. Ab Mitte der 2010er-Jahre wurde er zum vielbeschäftigten Rennfahrer in den internationalen Sportwagenserien. Er startete in der IMSA WeatherTech SportsCar Championship, der Asian Le Mans Series, der FIA-Langstrecken-Weltmeisterschaft und gab 2018 sein Debüt beim 24-Stunden-Rennen von Le Mans. Seine bisher beste Platzierung im Gesamtklassement dieses 24-Stunden-Rennens war der 20. Rang 2021. Diese Platzierung war gleichzeitig der Sieg in der GTE-Pro-Klasse.

## Statistik

### Le-Mans-Ergebnisse
| Jahr | Team                  | Fahrzeug            | Teamkollege              | Teamkollege           | Platzierung             | Ausfallgrund |
| ---- | --------------------- | ------------------- | ------------------------ | --------------------- | ----------------------- | ------------ |
| 2018 | Jackie Chan DC Racing | Ligier JS P217      | David Heinemeier Hansson | Ricky Taylor          | Ausfall                 | Motorschaden |
| 2019 | Car Guy Racing        | Ferrari 488 GTE     | Takeshi Kimura           | Kei Cozzolino         | Rang 35                 |              |
| 2020 | Luzich Racing         | Ferrari 488 GTE Evo | Oswaldo Negri            | Francesco Piovanetti  | Rang 32                 |              |
| 2021 | AF Corse              | Ferrari 488 GTE     | James Calado             | Alessandro Pier Guidi | Rang 20 und Klassensieg |              |
| 2022 | Inception Racing      | Ferrari 488 GTE Evo | Marvin Klein             | Alexander West        | Ausfall                 | Motorschaden |

### Einzelergebnisse in der FIA-Langstrecken-Weltmeisterschaft
| Saison  | Team                       | Rennwagen                      | 1   | 2   | 3   | 4   | 5   | 6   | 7   | 8   |
| ------- | -------------------------- | ------------------------------ | --- | --- | --- | --- | --- | --- | --- | --- |
| 2018/19 | Chan Racing Car Guy Racing | Ligier JS P217 Ferrari 488 GTE | SPA | LEM | SIL | FUJ | SHA | SEB | SPA | LEM |
| 2018/19 | Chan Racing Car Guy Racing | Ligier JS P217 Ferrari 488 GTE |     | DNF |     |     |     |     |     | 35  |
| 2019/20 | Luzich Racing              | Ferrari 488 GTE                | SIL | FUJ | SHA | BAH | AUS | SPA | LEM | BAH |
| 2019/20 | Luzich Racing              | Ferrari 488 GTE                |     |     |     | 32  |     |     |     |     |
| 2021    | AF Corse                   | Ferrari 488 GTE                | SPA | POR | MON | LEM | BAH | BAH |     |     |
| 2021    | AF Corse                   | Ferrari 488 GTE                | 20  |     |     |     |     |     |     |     |
| 2022    | Inception Racing           | Ferrari 488 GTE                | SEB | SPA | LEM | MON | FUJ | BAH |     |     |
| 2022    | Inception Racing           | Ferrari 488 GTE                | DNF |     |     |     |     |     |     |     |